# 리코 5A22
리코 5A22(Ricoh 5A22)는 슈퍼 패미컴을 위해 리코가 개발한 16비트 CPU로 애플 IIGS에서 사용된 WDC 65816를 기본으로 설계되었다.

## 주요기능
65C816 코어에 아래의 기능이 추가되었다.
- 시리얼과 패러랠을 동시에 액세스할 수 있는 컨트롤러 포트 인터페이스
- 8비트 패러랠 입출력 포트(슈퍼 패미컴에서는 사용 안함)
- V-blank 발생시 NMI 인터럽트 신호 출력 회로
- 스크린 위치 연산 발생시 IRQ 인터럽트 신호 출력 회로
- 2가지 DMA모드 지원
  - 일반 DMA 모드의 블록(64KB) 전송율은 2.68MB/초
  - H-blank DMA(HDMA)는 각각의 비디오 스캔라인이 끝날때 1-4바이트의 데이터 전송
- 곱셈과 나눗셈 레지스터
- 8비트 데이터 버스는 2가지 어드레스 버스로 컨트롤
  - 24비트 Bus A는 일반 액세스에 사용
  - 8비트 Bus B는 APU와 PPU 레지스터용으로 사용

## 성능
리코 5A22는 21.47MHz 클럭 입력을 메모리 영역과 명령어 사이클 등에 따라 6, 8, 12로 나누어 동작한다.
액세스가 없거나 Bus B와 대부분의 내장 레지스터를 액세스할 때에는 3.58MHz(1/6)로 작동하며 Bus A로 액세스할 때에는 2.68(1/8)이나 3.58MHz, 컨트롤러 포트로 시리얼 액세스 레지스터 사용시 1.79MHz(1/12)로 작동하며 대략 1.5 MIPS의 성능을 가지고 있다.